# ألفرد لابيرج
ألفرد لابيرج هو سياسي كندي، ولد في 16 فبراير 1893 في غريتر سودبوري في كندا، وتوفي في 27 مارس 1964 في ويسماونت في كندا.